# Apator

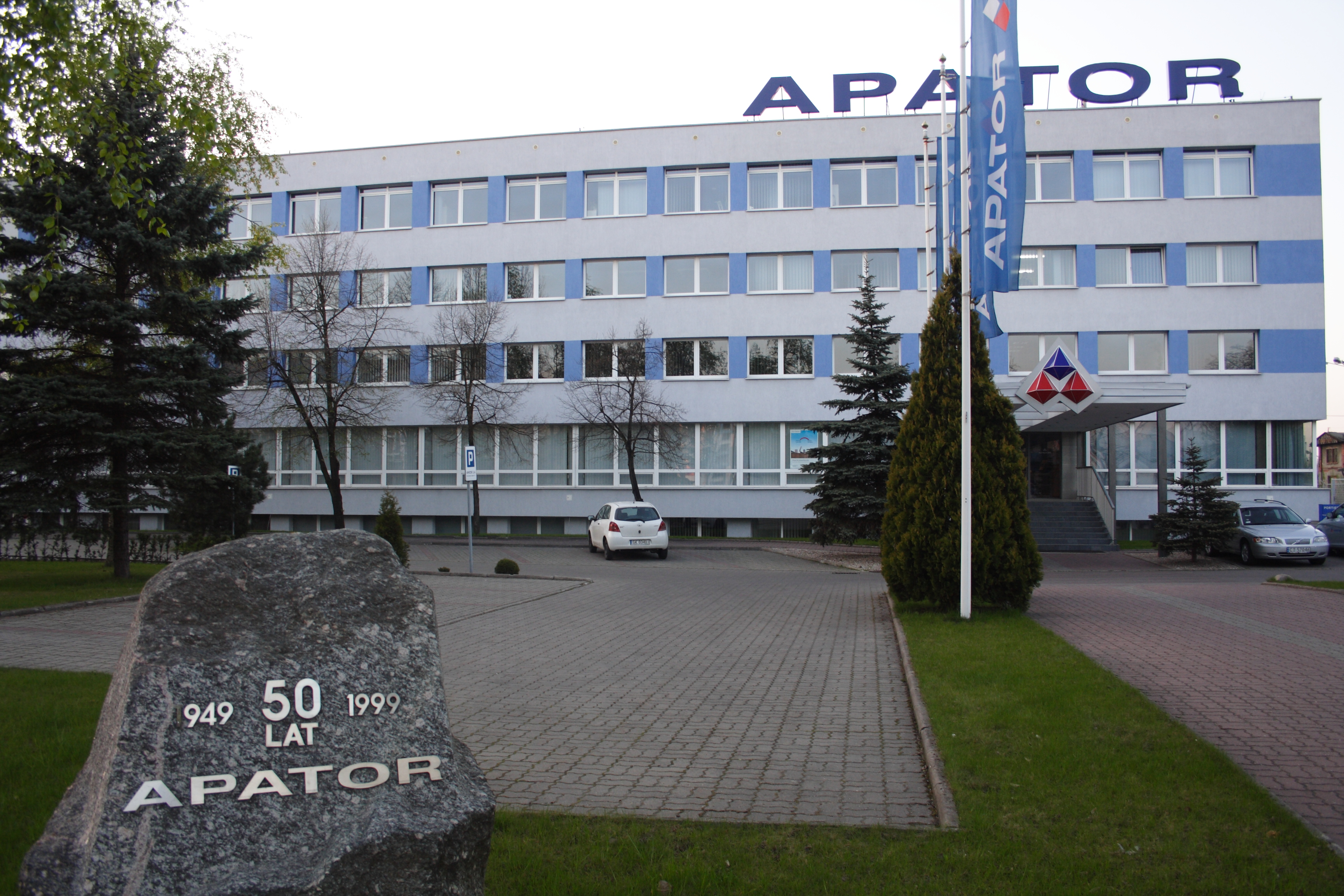
Dawna siedziba grupy przy ulicy Żółkiewskiego w Toruniu

Apator – polska grupa kapitałowa producentów oraz dystrybutorów urządzeń i systemów pomiarowych, a także dostawców nowoczesnych rozwiązań do automatyzacji pracy sieci elektroenergetycznej. Grupa działa w trzech segmentach biznesowych: energia elektryczna, woda i ciepło oraz gaz, dostarczając rozwiązania w zakresie opomiarowania wszystkich mediów użytkowych (liczniki energii elektrycznej, wodomierze, ciepłomierze, gazomierze), jak również zaawansowane technologicznie rozwiązania dla inteligentnych sieci elektroenergetycznych, wodnych i gazowych.
Około połowy przychodów ze sprzedaży grupy pochodzi z eksportu, zaś rozwiązania i produkty dystrybuowane są do ponad 70 krajów świata. Dominującymi rynkami zagranicznymi są Wielka Brytania, Holandia, Niemcy, Belgia, Czechy, Rosja, Ukraina, Francja, Litwa i Bułgaria.
Akcje spółki Apator S.A są notowane na Giełdzie Papierów Wartościowych w Warszawie, wchodząc w skład indeksu sWIG80.

## Struktura
Apator jest podmiotem dominującym grupy kapitałowej, w skład której wchodzą również:
| Nazwa                                                         | KRS        | Miasto/Państwo |
| ------------------------------------------------------------- | ---------- | -------------- |
| Fabryka Aparatury Pomiarowej „Pafal” S.A.                     | 0000057162 | Świdnica       |
| Apator Metrix S.A.                                            | 0000046259 | Tczew          |
| Apator Powogaz S.A.                                           | 0000028129 | Poznań         |
| Apator Mining sp. z o.o. (dawniej: Apator Service sp. z o.o.) | 0000047770 | Katowice       |
| Apator Rector sp. z o.o.                                      | 0000297413 | Zielona Góra   |
| Apator Elkomtech S.A.                                         | 0000009308 | Łódź           |
| Apator GmbH                                                   |            | Niemcy         |

## Historia
W 1949 roku w Toruniu założono Pomorskie Zakłady Wytwórcze Aparatury Niskiego Napięcia, które rozpoczęły produkcję aparatury łącznikowej, rozdzielnic i urządzeń dla energetyki i górnictwa. W latach 60. XX w. przedsiębiorstwo wytwarzało stacje transformatorowe i urządzenia rozdzielczo-sterownicze, przeznaczone na eksport do ZSRR. Od lat 70. produkowało tyrystorowe zespoły napędowe. Rozwinęło sprzedaż eksportową m.in. do Meksyku, Hiszpanii, Niemiec, Turcji, Indii i krajów Europy Środkowej. W latach 80. XX w. produkowało aparaturę dla górnictwa węgla kamiennego, przeznaczoną zarówno na rynek krajowy, jak i na eksport do Czechosłowacji, Rumunii i ZSRR.
W grudniu 1992 roku Apator został przekształcony z przedsiębiorstwa państwowego w spółkę akcyjną, a dotychczasowi pracownicy zostali jej akcjonariuszami. Przedsiębiorstwo pracowało początkowo na bazie majątku oddanego mu przez Skarb Państwa do odpłatnego korzystania. W 1996 roku nabyło ten majątek na własność. Na przełomie stycznia i lutego tegoż roku przeprowadzono ofertę publiczną części dotychczasowych akcji połączoną z nową emisją. Akcje Apatora są od 24 kwietnia 1997 roku notowane na Giełdzie Papierów Wartościowych w Warszawie. W marcu 2004 roku Apator nabył pakiet kontrolny akcji świdnickiej Fabryki Aparatury Pomiarowej „Pafal”.
14 kwietnia 2008 roku Apator nabył 20% udziałów spółki Apator GmbHA, stając się jej jedynym właścicielem. 30 kwietnia za kwotę ponad 70 mln zł zakupił 97,1% akcji poznańskiej Fabryki Wodomierzy PoWoGaz SA.

## Akcjonariat
Według danych z maja 2008 roku znanymi akcjonariuszami spółki byli:
- Apator Mining sp. z o.o. – 18,70% akcji i 11,24% głosów na WZA;
- Pioneer Pekao Investment Management SA – 8,55% akcji i 5,14% głosów;
- Mariusz Lewicki – 5,64% akcji i 9,34% głosów;
- Tadeusz Sosgórnik – 5,38% akcji i 8,31% głosów;
- Danuta Guzowska – 4,25% akcji i 7,41% głosów;
- Zbigniew Jaworski – 3,72% akcji i 6,12% głosów;
- Janusz Marzygliński – 3% akcji i 5,98% głosów;
- Apator SA – 0,01% akcji i głosów.

Pozostali posiadali 50,75% akcji i 46,45% głosów.

## Sponsoring
Przez ponad 40 lat przedsiębiorstwo wspierało finansowo toruński klub żużlowy (występujący także pod nazwą Apator Toruń). Sponsoring klubu zakończył się jesienią 2005 roku. W 2012 roku przedsiębiorstwo wsparło klub hokejowy Nesta Karawela Toruń.